# Список умерших в 650 году
Список умерших в 650 году — перечень исторических деятелей, чья смерть зафиксирована в 650 году нашей эры.  Записи расположены в хронологическом порядке, если известна дата смерти, или в алфавитном порядке. 

## Дата смерти неизвестна или требует уточнения
- Абдуллах ибн Масуд, один из первых новообращённых мусульман и один из ближайших сподвижников пророка Мухаммеда.
- Абу Суфьян ибн Харб, правитель Мекки (622—630).
- Агреп, епископ Веле.
- Ажиль, аббат монастыря в Ребе, святой.
- Аквилин Миланский, святой мученик Медиоланский.
- Банабхатта, древнеиндийский санскритский поэт.
- Бирин — первый епископ Дорчестерский, известен как «апостол Уэссекса» за обращение королевства Уэссекс в христианство.
- Бхаскарварман, последний правитель династии Варман государства Камарупа.
- Иоанн Майраванеци, армянский философ и гуманист.
- Ирбис-Шегуй хан, каган Западно-тюркского каганата (642—650).
- Мануган ап Селив, король Поуиса (613 и 642—650).
- Ноуи Старый, король Диведа (615—650).
- Риваллон ап Идваллон, король Брихейниога (620—650).
- Салман ибн Рабиа, военный губернатор Армении (633—644).
- Сонгцэн Гампо, 33-й царь Ярлунгской династии Тибета (604—650).
- Ферхар I, король гэльского королевства Дал Риада (642—650).
- Святой Фурса, святой, ирландский монах.
- Хальвдан Храбрый, согласно «Саге о Хервёр», «Саге об Инглингах», «Саге о Ньяле» и «Как заселялась Норвегия», отец Ивара Широкие Объятья.
- Чандракирти, индийский мыслитель, буддийский монах, настоятель монастыря Наланда, последователь Нагарджуны и комментатор его работ.
- Эдбурга из Бистера, святая дева из Бистера.
- Эдита из Эйлсбери, святая дева из Эйлсбери.